# Hıdırlar, Kandıra
Hıdırlar là một xã thuộc huyện Kandıra, tỉnh Kocaeli, Thổ Nhĩ Kỳ. Dân số thời điểm năm 2010 là 142 người.